# Uiguri kazaki al Turkvision Song Contest
Gli Uiguri kazaki hanno debuttato nell'edizione del 2020. 

## Partecipazioni
- Primo posto
- Secondo posto
- Terzo posto
- Ultimo posto

| Anno                                     | Artista       | Canzone       | Posizione | Punti | Note |
| ---------------------------------------- | ------------- | ------------- | --------- | ----- | ---- |
| Nessuna partecipazione dal 2013 al 2015. |               |               |           |       |      |
| 2020                                     | Sada Ensemble | Sevgiyi besle | 14        | 178   |      |